# António José, ou O Poeta e a Inquisição
António José, ou O Poeta e a Inquisição est un drame romantique en vers de Domingos José Gonçalves de Magalhães, publié en 1838. Il est considéré comme la première pièce du théâtre brésilien.
La pièce fut représentée au théâtre de la place de la constitution à Rio de Janeiro, le 13 mars 1838. Elle est bien accueillie par le public et la critique, qui salue son courage à aborder le sujet dans l'époque en question. 
L'œuvre est fondée sur les derniers jours de la vie d'António José da Silva, qui fut jugé par l'Inquisition et condamné au bûcher.